# Аппаратное полное шифрование диска
Аппара́тное по́лное шифрова́ние ди́ска (англ. hardware-based full disk encryption, hardware-based FDE) — метод шифрования диска целиком, в котором шифрование происходит при помощи специализированных вычислительных устройств. Иначе говоря, аппаратное шифрование действует на весь диск целиком и полностью.

## Методы
Аппаратное полное шифрование диска состоит из двух главных частей: аппаратное шифрование и жёсткий диск (англ. hard disk drive — HDD) или твердотельный накопитель (англ. solid-state drive — SSD). Существует два способа реализации:
1. самошифрующийся диск,
2. аппаратное шифрование через хост-адаптер шины (англ. Host Bus Adapter — HBA), использующее извлекаемое устройство аппаратного шифрования.

### Самошифрующийся диск
Самошифруемый диск — диск, шифрование которого реализовано на методах аппаратного шифрования и полного шифрования диска с условием того, что в контроллер этого диска встроено устройство аппаратного шифрования.

### Извлекаемое устройство аппаратного шифрования в HBA
Данный метод реализован компанией PMC-Sierra Inc.. В их источниках сказано, что данная система состоит из HBA, а именно Adaptec 71605e или Adaptec 70165e, и устройства Adaptec maxCrypto. Adaptec maxCrypto — это устройство, обеспечивающее шифрование по 256-разрядному алгоритму Advanced Encryption Standard (AES), содержащее свой уникальный ключ. Они утверждают, что в их реализации шифрование и расшифрование практически не замедляют работу с данными. Вдобавок к этому, по их словам, их реализация работает с HDD и SSD от любых поставщиков. Также они пишут, что в их системе нет необходимости в использовании программного обеспечения, управляющего ключами.
В их техническом описании указана таблица работы HBA с и без maxCrypto при определённых[каких?] действиях.